# Belga nyelv
A belga nyelv egy feltételezett, kihalt, az Indoeurópai nyelvcsaládhoz tartozó nyelv. Létezését először egy genti nyelvészprofesszor, Maurits Gysseling írta le – aki egyébként a nyelv megnevezését Prof. Dr. Siegfried Jan de Laetnek tulajdonította. Az elmélet szerint a belga nyelv az őskor vége felé a kelta nyelv mellett létezett azon a tájegységen, amelyet később a rómaiak Galliának neveztek el. Az elmélet szerint, amelyet Hans Kuhn és mások dolgoztak ki részletesebben, a belga nyelv maradványai a mai napig fennmaradtak egyes földrajzi nevekben, mint például a Flandriában található Bevere, Eine, Mater vagy Melden.
A feltételezett belga nyelvterületet délnyugaton a Canche és Authie folyók, keleten a Weser és az Aller, illetve délkeleten az Ardennek és a német Mittelgebirge hegységek határolják. Magát a nyelvet beszélő népet a Nordwestblockkal, pontosabban a Hilversum-kultúrával hozták összefüggésbe.
A nyelv elnevezésével kapcsolatban a kutatók részben Julius Caesar Commentarii de bello Gallico című művére támaszkodtak. A gall háborúkat leíró műben Caesar megjegyezte, hogy a kelták és a belgák eltérő nyelvet beszéltek. A nyelv létezésre következtettek bizonyos, máig fennmaradt helységnevekből és földrajzi nevekből, amelyeket sem a kelta, sem a germán nyelvekből nem sikerült levezetni. Hans Kuhn filológus és társai mindezekből a kelta és germán nyelvektől különböző, az indoeurópai nyelvcsaládhoz tartozó nyelv létezésére következtettek. A történészek és nyelvészek túlnyomó többsége azonban ma is azt fogadja el, hogy a belgák a kelta nyelvcsaládhoz tartozó, a gallhoz hasonló nyelvet beszéltek.
Az elmélet szerint a belga törzsek elgermanizálódása során a germán nyelv jelentős hatással volt a belga nyelvre, többek között átvette a hangeltolódásokat (p → f, t → th, k → h, ǒ → ă), amelyek ugyanígy megtalálható a belga nyelvből leszármaztatott földrajzi nevekben. A belga nyelv hangeltolódása a feltételezések szerint a Kr. e. 3. században, az első elgermanizálódási hullám során ment végbe, nem pedig a Kr. u. 5-8. században végbement frank hódítás során.
A belga nyelv jellegzetességei közé sorolják a p betű jelenlétét a hangeltolódás után is. A különféle tavak, folyók nevében található -ara (mint a Dender folyó neve), -ănā vagy -ǒnā a Matrǒnā-ban (napjainkban Mater), valamint a települések nevében található -iǒm mind a belga nyelv jellegzetességei közé sorolható.
Gysseling szerint a belga nyelv hatásai máshol is megtalálhatók. Példaként hozza az -ika kicsinyítőképzőt, a női nemű szavakat létrehozó -agjōn és -astrjō ragok,  amelyek mára a holland nyelv részei lettek. A földrajzi nevek tekintetében rámutatott arra, hogy az apa, poel, broek, gaver, drecht, laar és ham részek mind a belga nyelvből származó jövevényszavak.

## Fordítás
- Ez a szócikk részben vagy egészben  a   Belgian language című angol Wikipédia-szócikk fordításán alapul.  Az eredeti cikk szerkesztőit annak laptörténete sorolja fel. Ez a jelzés csupán a megfogalmazás eredetét és a szerzői jogokat jelzi, nem szolgál a cikkben szereplő információk forrásmegjelöléseként.